# Стоядинович, Милан
Милан Стоядинович (сербохорв. Milan Stojadinović / Милан Стојадиновић; 4 августа 1888 — 26 октября 1961) — сербский и югославский политический деятель, известный экономист. С 1935 по 1939 год он занимал пост премьер-министра Королевства Югославии.

## Биография
Милан Стоядинович родился 4 августа 1888 года в Чачаке, учился в Ужице и Крагуеваце. В 1910 году окончил юридический факультет Белградского университета. В 1911 году получил степени доктора философских наук и экономических наук. Стоядинович провёл три года учась в Германии, Великобритании и Франции. В 1914 году он вернулся в Сербию и стал работать в Министерстве финансов.
В 1922—1924, 1924—1926, 1934—1935 годах Стоядинович занимал должность министра финансов Югославии. Помимо этого в 1923, 1925 и 1927 годах избирался в парламент как член Народной радикальной партии.
В 1935 году Милан основал новую партию, получившую название Югославский радикальный союз и победившую на выборах в Скупщину. 24 июня 1935 года он был избран премьер-министром и министром иностранных дел Югославии. В 1935 году македонским террористом Дамьяном Арнаутовичем была предпринята попытка покушения на Стоядиновича, оказавшаяся неудачной.
Во внешней политике Стоядинович стремился к нейтралитету Югославии, подобному швейцарскому. Правительство Стоядиновича заключило договор о ненападении с Италией и расширило договор о дружбе с Францией.
Подписанный 25 июля 1935 года правительством Стоядиновича конкордат с Ватиканом вызвал протест со стороны Сербской православной церкви и лично Патриарха Варнавы и, в конечном итоге, так и не был ратифицирован.
В конце 1938 года был переизбран, хотя и с меньшим преимуществом. Против Стоядиновича был настроен принц-регент Павел и хорватские политические силы. 5 февраля 1939 года Стоядинович был отправлен в отставку, а его место занял Драгиша Цветкович. Конфликт Стоядиновича с регентом Павлом привёл к тому, что экс-премьер-министр был вынужден уехать из Югославии. Во время Второй мировой войны Милан жил на Маврикии.
В 1946 году Стоядинович отправился в Рио-де-Жанейро, а затем в Буэнос-Айрес, где он воссоединился со своей семьей. Стоядинович провел остаток своей жизни в качестве советника президента Аргентины по экономическим и финансовым делам и основал финансовую газету «El Economista».
В 1954 году Стоядинович встретился с Анте Павеличем, бывшим поглавником Независимого государства Хорватии, который также жил в Буэнос-Айресе. Целью встречи было установление взаимного сербского и хорватского сотрудничества в разрушении Югославии и создания независимых сербского и хорватского государств. Умер 26 октября 1961 года, в 1963 году после его смерти были опубликованы мемуары Стоядиновича на сербском языке.